# Леталка
«Леталка» — российский короткометражный рисованный мультипликационный фильм 2001 года студии «Союзмультфильм».
Второй и последний из двух сюжетов мультипликационного альманаха «Весёлая карусель» № 33.

## Сюжет
Шутливая песенка о двух разных мальчишках, озорниках и сообразительных фантазёрах, которые в поисках разных, развлечений и различных приключений всё время попадают в свои неприятности. а затем убегают от собаки во время показа финальных титров. на этом мультфильм заканчивается.

## Создатели
| Режиссёр                      | Эльвира Авакян                                         |
| Автор сценария и текста песни | Андрей Усачёв                                          |
| Художник-постановщик          | Эльвира Авакян                                         |
| Аниматоры                     | Виктор Арсентьев, Елена Малашенкова, Владимир Шевченко |
| Поют                          | Даша Касиба и Гена Иванов                              |
| Композиторы                   | Андрей Усачёв, Резо Чиринашвили                        |

- Создатели приведены по титрам мультфильма.

## Фестивали и награды
- Открытый Российский Фестиваль анимационного кино Суздаль-2002: диплом жюри фильму «ЛЕТАЛКА» (режиссёр Элла Авакян) —— за самый обаятельный фильм для детей.[1]